# ケト原性アミノ酸

解糖系のピルビン酸はアセチルCoAとなり、アセチルCoAはクエン酸回路でエネルギーを生み出す。

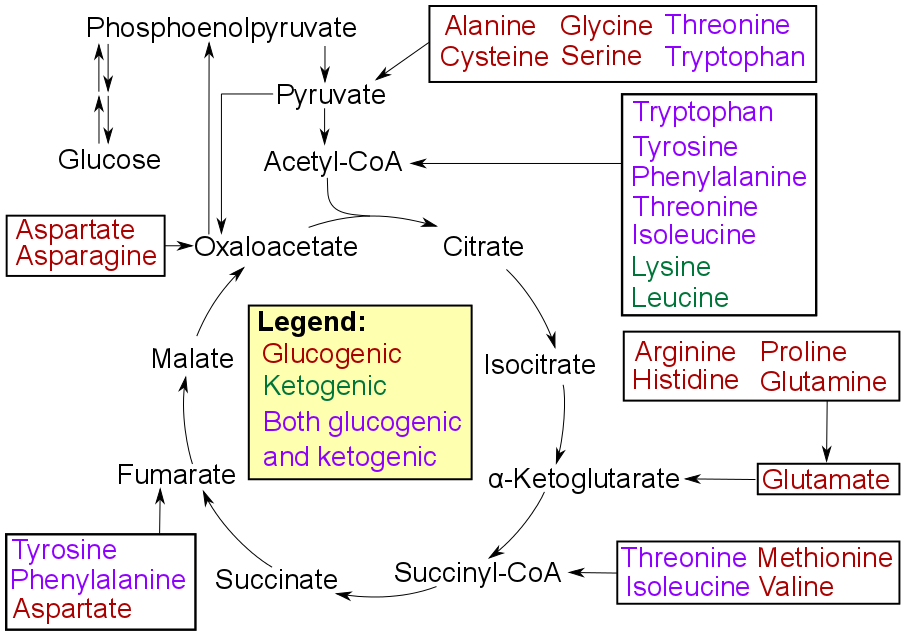
糖新生 (茶：糖原性、緑：ケト原性：紫：両方)

ケト原性アミノ酸（ケトげんせいアミノさん、Ketogenic amino acid）とは、脱アミノ化（アミノ基転移による場合を含む）を受けた後、炭素骨格部分が脂質代謝経路を経由して、脂肪酸やケトン体に転換されうるアミノ酸のことである。主としてアセトアセチルCoAを経てアセチルCoAになる。アセチルCoAはクエン酸回路に取り込まれてエネルギーを生み出す。

## 分類
- ヒトにおけるケト原性アミノ酸
  - ロイシン
  - リシン
- ヒトにおいて、糖原性アミノ酸、ケト原性アミノ酸の両方であるアミノ酸
  - イソロイシン
  - チロシン
  - フェニルアラニン
  - トリプトファン
  - トレオニン